# Liste von Bergen und Erhebungen in Mali
Dies ist eine Liste von Bergen und Erhebungen in Mali:
| Höhe   | Name              | Region | Koordinate            | Bemerkung        |
| ------ | ----------------- | ------ | --------------------- | ---------------- |
| 1155 m | Hombori Tondo     | Mopti  | 15° 15′ N, 001° 40′ W | höchste Erhebung |
| 1122 m | Barkoussou        | Mopti  | 15° 15′ N, 001° 44′ W |                  |
| 1045 m | Kavorou           | Mopti  | 15° 10′ N, 002° 32′ W |                  |
| 1006 m | Kéra              | Mopti  | 15° 10′ N, 002° 31′ W |                  |
| 0970 m | Tandarmi Tondo    | Mopti  | 15° 15′ N, 001° 48′ W |                  |
| 0878 m | Adrar Boughessa   | Kidal  | 20° 03′ N, 002° 14′ O |                  |
| 0873 m | Ta-n-Ârabene      | Kidal  | 19° 36′ N, 002° 32′ O |                  |
| 0868 m | Adrar Ti-n-Deleki | Kidal  | 20° 14′ N, 002° 17′ O |                  |
| 0868 m | Momni             | Mopti  | 15° 05′ N, 002° 19′ W |                  |
| 0850 m | Tighabert         | Kidal  | 19° 53′ N, 002° 28′ O |                  |